# Ismael Hernández (atleta)
Ismael Marcelo Hernández Uscanga (Cuautla, Morelos; 23 de enero de 1990) es un economista y expentatetla mexicano. Obtuvo una medalla de bronce en los Juegos Olímpicos de Río de Janeiro 2016; una medalla de plata en los Juegos Panamericanos de 2015 y los XXI Juegos Centroamericanos y del Caribe, y dos medallas de oro en los XXII Juegos Centroamericanos y del Caribe. En septiembre de 2016, recibió el Premio Nacional del Deporte.

## Vida personal
A la edad de nueve años, realizó una visita a las instalaciones deportivas del ejército mexicano, donde tuvo la oportunidad de presenciar a un grupo de niños involucrados en actividades de carrera y natación. Posteriormente, completó su formación académica obteniendo una Licenciatura en Economía en el Tecnológico de Monterrey. Asimismo, tiene una posición en las filas del ejército mexicano, siendo respaldado a lo largo de su recorrido deportivo por la Secretaría de la Defensa Nacional de México (SEDENA).

## Carrera internacional

### Primeras competencias
Su debut en competencias de relevancia tuvo lugar en los XXI Juegos Centroamericanos y del Caribe, donde consiguió dos medallas de plata en la categoría individual y como parte del equipo en la disciplina de pentatlón moderno. Sin embargo, previo al inicio de los Juegos Olímpicos de Londres 2012, sufrió una fractura en el brazo mientras realizaba equitación. Este infortunio significó la pérdida de la oportunidad para el atleta mexicano de participar en los Juegos Olímpicos de dicho año.

### Consolidación
En el año 2013, en conjunto con su compañera Mayan Oliver, obtuvo el noveno lugar en la 2ª Copa del Mundo de Relevos Mixtos. Más adelante en los XXII Juegos Centroamericanos y del Caribe, conquistó dos medallas de oro en las categorías individual y relevos. Posteriormente clasificó a los Juegos Olímpicos de Río de Janeiro al participar en los Juegos Panamericanos de Toronto 2015, donde ganó una medalla de plata. Durante este proceso de formación, sufrió una lesión, que amenazó con su no participación olímpica.

### Actuación en los Juegos Olímpicos
Al inicio de los Juegos Olímpicos, se encontraba ubicado en el puesto 16 del ranking mundial. El comienzo de la competición no resultó óptimo para Hernández, quien finalizó en la posición 19. Sin embargo, su desempeño tomó un giro positivo después del evento de natación, donde avanzó al puesto 11. Con la conclusión del evento de natación, Hernández se situó en el sexto lugar tras destacar en el desafío de salto de obstáculos. En el evento culminante, que abarcó una carrera de tres kilómetros y varias sesiones de tiro, Hernández acumuló 626 puntos. Al finalizar los cinco eventos, su puntuación total ascendió a 1468 puntos, quedando a tan solo 4 puntos del ucraniano Pavlo Tymoshchenko. Este logro le aseguró la medalla de bronce, un hito histórico para México al ser su primera medalla en esta disciplina olímpica.

## Retiro
En el año 2017 anunció su retiro de las competencias deportivas, dedicándose a partir de entonces al mundo empresarial. En el año 2022 ocupó la presidencia de la Comisión de Atletas.

## Sitio web
- Ismael HERNANDEZ USCANGA en Olympics.com
- ISMAEL HERNÁNDEZ-Comité Olímpico Mexicano

- Datos: Q26488726
- Multimedia: Ismael Hernández (pentathlete) / Q26488726